# De eekhoornprins
De eekhoornprins is een stripalbum dat voor het eerst is uitgegeven in september 1998 met Yannick Le Pennetier als schrijver, René Hausman als tekenaar en inkleurder en Yves Amateis als grafisch ontwerper. Deze uitgave werd uitgegeven door Dupuis in de collectie vrije vlucht. 